# Дракула 3000
«Дракула 3000» (англ. Dracula 3000) — телевизионный научно-фантастический фильм ужасов режиссёра Даррелла Рудта, выпущенный в 2004 году. В фильме история персонажа Брэма Стокера Дракулы перенесена в космическое пространство XXX века. Несмотря на своё название, фильм не имеет никакого отношения к вышедшему четыре года назад «Дракуле 2000», и в его отношении является мокбастером.

## Сюжет
В 3000 году спасательное судно «Мать III» подходит к заброшенному транспорту «Деметра». Капитан Ван Хельсинг (Каспер Ван Дин) и его команда ступают на борт заброшенного корабля.
Они исследуют капитанский мостик и находят труп капитана «Деметры» (Удо Кир), привязанного к стулу и сжимающего распятие. Несмотря на опасения экипажа, в частности, стажёра Мины Мюррей (Александра Камп) и вице-капитана Авроры (Эрика Элениак), капитан решает буксировать корабль обратно на Землю. Когда команда готовится вернуться, «Мать III» вдруг отделяется от «Деметры», оставляя экипаж на чужом корабле без средств связи.
Позже специалист по грузам 187 (Кулио) и матрос Хамви (Томми «Тайни» Листер) открывают грузовой отсек, полный гробов. 187 предполагает, что гробы могут содержать контрабандные товары и открывает один, но находит там только песок. Хаммер направляется обратно к мостику, а 187 остаётся, чтобы открыть другие гробы, но скоро подвергается таинственному нападению. Экипаж бросается к 187 на помощь, но обнаруживают, что он стал вампиром. По приказу своего «хозяина» 187 клянётся убить весь экипаж.
Аврора, спасаясь от 187, встречает «мастера» (Лэнгли Кирквуд), вампира по имени Граф Орлок. После Аврора идёт в комнату отдыха, где сообщает о встрече с Орлоком и открывает свои намерения вернуться на Землю. Но она не в состоянии объяснить, как сбежала от Орлока целой и невредимой. Думая, что Аврора может их обманывать, капитан связывает её и оставляет под охраной Хамви. Вскоре прибывает 187 и атакует Хаммера, который вонзает ему в сердце бильярдный кий. Аврора, по-прежнему связанная, признаётся, что является полицейским андроидом под прикрытием. Капитан и Хамви чувствуют себя обманутыми, но развязывают её.
Изучив базы данных корабля капитан и профессор (Грант Свэнби), передвигающийся на инвалидном кресле, обнаруживают, что легендарный охотник на вампиров Абрахам Ван Хельсинг является предком капитана. Профессор считает, что Орлок стремится отомстить капитану. Капитан узнаёт, как остановить вампиров, и решает направить «Деметру» к двойной звездной системе.
Капитан и Аврора вскоре сталкиваются с Орлоком. Аврора отправляется за подкреплением, оставив капитана бороться с вампиром в одиночку. Орлок в конце концов берёт верх и превращает капитана в вампира. Аврора возвращается вместе с Хамви, но их атакует капитан. Аврора побеждает его другим кием, но её атакует Мина (теперь тоже превращённая в вампира), что позволяет Орлоку сбежать. Мина в итоге была побеждена Хамви.
Отчаявшийся Профессор заключает сделку с Орлоком, который обещает освободить его от инвалидности в обмен на помощь в возвращении на Землю. Когда Аврора и Хаммер возвращаются на мостик, то находят там профессора. Аврора наносит ему удар крестом, показывая, что он также был вампиром. Яростный Орлок пытается войти на мостик, но Хамви и Аврора закрывают перед ним дверь, отрезав ему руку.
Так «Деметра» приближается к одной из звёзд, Хамви и Аврора признаются друг другу, что не знают, как управлять кораблём. Зная, что вот-вот умрут, они утешаются тем, что план Орлока вернуться на Землю провалился. Аврора показывает, что она запрограммирована для сексуального удовлетворения, и этим подразумевается, что двое проведут свои последние моменты жизни, занимаясь сексом.
Фильм заканчивается видеообращением капитана «Деметры» Варна, который объявляет о своем намерении пожертвовать собой и своим кораблём. «Деметра» взрывается в космосе, убивая Хамви и Аврору, и уничтожает Орлока.

## В ролях
- Каспер Ван Дин — капитан Ван Хельсинг
- Эрика Элениак — Аврора Эш
- Кулио — 187
- Александра Камп — Мина Мюррей
- Грант Свэнби — Артур «Профессор» Холмвуд
- Лэнгли Кирквуд — граф Орлок
- Томми «Тайни» Листер — Хамви
- Удо Кир — капитан Варна

## Критика
Реакция критиков на фильм была негативной. Эндрю Стайн из Something Awful сказал: «Является ли это из какого-то факсимиле неподдельного интереса (редко) или потому, что я просто хочу увидеть полностью глупые вещи в течение девяноста минут, я до сих пор в состоянии удержать себя от впадения в кому с фиксацией на каком-либо аспекте фильма, который для меня полностью скучный. То есть, до "Дракулы 3000"».
Митчелл Хаттавэй из DVD Verdict сказал, «Дракула 3000 является примером полностью неуместного кинопроизводства. Вы можете посмотреть все, что вы хотите, и вы не найдёте ни малейшего намека на интеллект любого уровня. ... Это отстой. Дракула 3000 делает "Лепрекон 4: В космосе" похожим на "Чужой"».
Скотт Фой с сайта foywonder.com написал: «Дракула 3000 монументальное достижение в кинематографической глупости. Я подозревал, что это будет долгое время, прежде чем наткнулся на новый фильм, который так же плох как этот».
В обзоре «Beyond Hollywood» заявили, что «Есть плохие фильмы, и есть Дракула 3000… Без разговоров точек слишком много, это один из самых смешных фильмов, которые я видел за долгое время. Сценарий Даррелла Рудта даже не пытаются осмыслить».
Дэвид Оливер с сайта CHUD.com сказал: «Это худший фильм, который я когда-либо смотрел. Как это плохо? Вы можете думать об актерской игре, о сценарии, о режиссуре... Я могу пройтись по всем пунктам... Назвать этот фильм дерьмом будет оскорблением ароматных коричневых брёвен во всём мире».